# Yvonnick Prené
Yvonnick Prené (* 19. Januar 1984 in Paris) ist ein französischer Mundharmonikaspieler des Modern Jazz.

## Leben und Wirken
Prené begann als Gitarrist, spielte später zunächst diatonische, dann chromatische Mundharmonika. Bereits mit 17 Jahren begann er, professionell Mundharmonika in den Jazzclubs von Paris zu spielen, noch bevor er Musikwissenschaft an der Sorbonne studierte, wo er 2011 den Master erhielt. Bereits während dieses Studiums zog er nach New York, wo er Stipendien an der Columbia University und der New School for Jazz and Contemporary Music erhielt. Dort studierte er unter anderem bei Lee Konitz und Reggie Workman. Er spielte danach mit verschiedensten Musikern wie Romeo Santos, Gene Bertoncini, Vic Juris, Nate Smith, Ira Coleman, Thomas Enhco, Luques Curtis, Laurent Cugny, Gilad Hekselman, Yaron Herman, Laurent de Wilde oder Ryan Cohan. Aktuell (2019) lebt er in Manhattan, wo er die New York Harmonica School gründete. Neben seinem Yvonnick Prené Quartet leitete er die Gruppe Padam Swing; mit seinen Bands veröffentlichte er mehrere Alben. Weiterhin ist er Autor von zahlreichen Büchern. Er ist auch auf Alben von Lorin Cohen, Scott Tixier, Marcello Pellitteri und Joonsam zu hören.

## Diskographische Hinweise
- Listen! (Sunnyside Records 2023), mit Dayna Stephens, Kevin Hays, Clovis Nicolas, Bill Stewart
- New York Moments (SteepleChase Records, 2019)
- Breathe, featuring Peter Bernstein, (CdBaby, 2016)
- Yvonnick Prené & Pasquale Grasso: Merci Toots (CdBaby, 2015)[3]
- Jour de Fête (Steeplechase Records, 2013)
- Listen! (2023)